# Jean-Marc Ligny

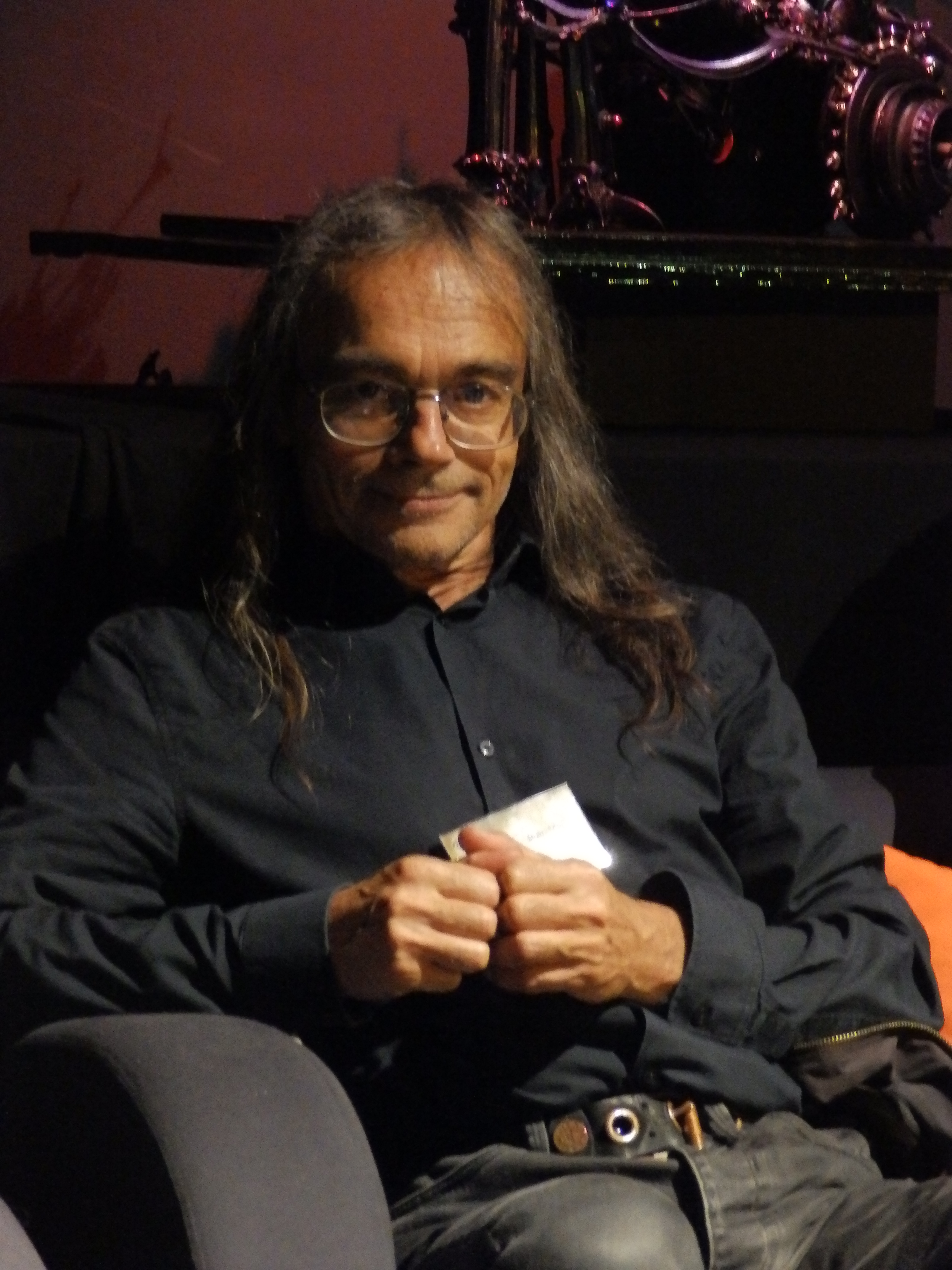
Jean-Marc Ligny (2017)

Jean-Marc Ligny (geboren am 13. Mai 1956 in Paris) ist ein französischer Schriftsteller und Übersetzer, bekannt als Autor von Science-Fiction und Phantastik. 
Sein Roman Aqua™ von 2006 wurde vielfach ausgezeichnet, unter anderem mit dem renommierten Prix Rosny aîné. In dem Roman geht es um den Kampf um Trinkwasser in der von globaler Erwärmung geprägten Welt des Jahres 2030. Als in einem kleinen afrikanischen Land ein großes Grundwasseraquifer entdeckt wird, versucht ein amerikanischer Megakonzern, das Wasservorkommen mit allen Mitteln in seinen Besitz zu bringen. Die Protagonisten Laurie und Rudy, die eigentlich nur Bohrausrüstung liefern sollten, werden in den erbitterten Kampf um das Wasser hineingezogen.
Zusammen mit Roland C. Wagner veröffentlichte Ligny auch mehrere Werke unter dem Gemeinschaftspseudonym Red Deff.

## Auszeichnungen
- 1997 Grand Prix de l’Imaginaire für Inner city
- 1997 Prix Ozone für den Jugendroman Slum City
- 1999 Prix Rosny aîné für Jihad
- 2001 Prix Tour Eiffel für Les Oiseaux de lumière
- 2006 Prix Bob Morane, Spezialpreis für Monsieur Nemo et l’Éternité
- 2007 Prix Rosny aîné, Prix Julia-Verlanger, Prix Bob Morane und Prix Une autre Terre,  für Aqua™
- 2013 Prix Utopiales européen für Exodes

## Bibliografie
Romane
- Biofeedback (1979)
- Temps blancs (1979)
- Furia! (1982)
- Chimères (1983)
- Démons (1983)
- Sorciers (1983)
- Succubes (1983)
- Yurlunggur (1987)
- D.A.R.K. (1988)
- Dreamworld (1988, mit Dominique Goult)
- Kriegspiel (1988, mit Dominique Goult)
- Des yeux dans le ciel (1989)
- Hypnos et Psyché (1989)
- L’Art du rêve (1989)
- Labyrinthe de la nuit (1989)
- Le Voyageur perdu (1989)
- Les Semeurs de mirages (1989)
- À la recherche de Faërie (1989)
- Apex (M57) (1990)
- Bérénice (1990)
- Rasalgethi (1990)
- Traqueur d’illusions (1990)
- Les Psychopompes de Klash (1990, als Red Deff, mit Roland C. Wagner)
- Albatroys (1991)
- Albatroys - 2 (1991)
- L’Enfant bleu (1991)
- Un été à Zédong (1991)
- Yoro si (1991)
- Ganja (1991, als Red Deff, mit Roland C. Wagner)
- Viper (1991, als Red Deff, mit Roland C. Wagner)
- Aqua (1993)
- Cyberkiller (1993)
- La Mort peut danser (1994)
- Inner city (1996)
- La Fille de l’Abbaye (1996)
- Les Ailes noires de la nuit (1996)
- Slum city (1996)
- Un piège mortel (1996)
- Jihad (1998)
- Le Chasseur lent (1998)
- Le Clochard céleste (1998)
- Le Traqueur (1998)
- La Maison aux démons (1999)
- Les Chants des IA au fond des réseaux (1999)
- Les Démons de Mamyvone (1999)
- Les Guerriers du réel (1999)
- Les Semeurs de mirages (1999)
- Les Oiseaux de lumière (2001, mit Mandy)
- Sables mouvants (2001, mit Jean-Luc Boivent)
- L’Aiglon à deux têtes (2005, mit Patrick Cothias)
- La Dame Blanche (2005, mit Patrick Cothias)
- Razzia (2005)
- Aqua™ (2006)
- La Démone des Batailles (2006)
- Les Fabricants de rêves (2007)
- Les Chants de Glace (2009)
- Green War (2010)
- Mal-Morts (2010)
- Survivants des Arches Stellaires (2010)
- Exodes (2012)
- La Saga d’Oap Täo (2014)
- Semences (2015)

Sammlung
- Le Voyageur solitaire (1991)

Erzählungen und Kurzgeschichten
- Artésis comment ? (1978)
- Dulcimer (1978)
- Peuplé de fous et de musique (1978)
- Psychotronics (1978)
- Croyez-vous au soleil ? (1979)
- L’Oiseau de silence (1980)
- Le Traqueur d’extrêmes (1980)
- Recordman (1980)
- Misérable Downer (1982)
- Fatal rendez-vous (1989)
- Le Voyageur perdu (1989)
- Le Voyageur solitaire (1989)
- Eros (1991)
- Eros 2230 (1991)
- L’Astroport (1991)
- Les Chants de glace (1991)
- Chronique des Nouveaux Mondes - 2117 : Le cas du chasseur (1992)
- Le Cas du chasseur (1992)
- 36 15 Piège (1993)
- Les Monstres attaquent ! (1995)
- Stringer (1995)
- Labyrinthe de la nuit (1996)
- Mamy (1996)
- Mamy voit des ovnis (1996)
- Enzo rôde à Gain (1997)
- Traque dans Babylone (1997)
- Vestiges de l’amour (1997)
- Péril sur le fandom (1997, als Red Deff, mit Roland C. Wagner)
- Eros 2430 (1998)
- A bord des grands astronefs (1999)
- La Saison des amours (1999)
- Rom (1999)
- La Démone des batailles (2000)
- La Ballade de Silla (2001)
- La Guerre de Trois Secondes (2001)
- Ogoun Ferraille (2001)
- Présences (2001)
- L’Ouragan (2002)
- L’Œil de Caïn (2002)
- Le Dernier survivant sur Terre (2005)
- Aux portes de l’enfer (2006)
- Pour une démocratie plus nette, des élections modernes ! (2007)
- Exode (2008)
- Le Porteur d’eau (2009)
- Vertiges de l’amour (2009)
- Survivants des arches stellaires (2010)
- Nuit de Noël à l’Octogone (2013)
- L’Esprit de la roche (2014)
- RealLife 3.0 (2014)
- Les Guerriers au bord du Temps (2017)
- Le Désert (2018)

Anthologien (als Herausgeber)
- Cosmic erotica (2000)
- Eros Millenium (2001)